# Rattus blangorum
Rattus blangorum is een rat die voorkomt bij Gunung Leuser in Atjeh (Noord-Sumatra). Er zijn slechts drie exemplaren bekend, die bij Blangnanga gevangen zijn, op 1097 m hoogte. Deze soort is lang in R. tiomanicus geplaatst, maar is volgens Musser & Carleton (2005) toch een aparte soort, omdat de drie exemplaren veel kleiner zijn dan R. tiomanicus meestal is.